# Madonna mit Kind (Jambville)

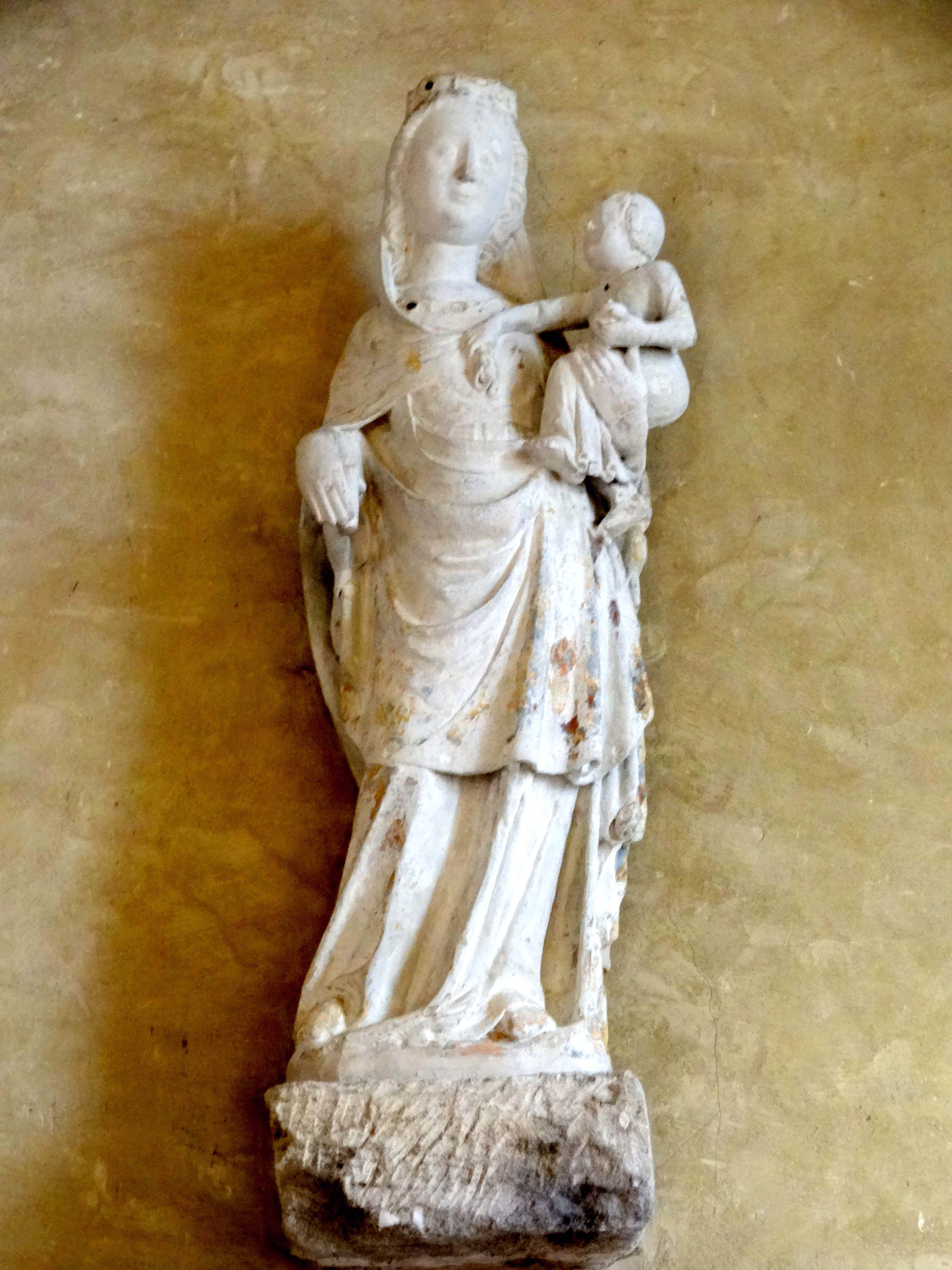
Madonna mit Kind in Jambville

Die Skulptur Madonna mit Kind in der katholischen Kirche Notre-Dame in Jambville, einer französischen Gemeinde im Département Yvelines der Region Île-de-France, wurde im 14. Jahrhundert geschaffen. Im Jahr 1905 wurde die gotische Skulptur als Monument historique in die Liste der geschützten Objekte (Base Palissy) in Frankreich aufgenommen.
Die 1,30 Meter hohe Steinskulptur, die ursprünglich farbig gefasst war, stellt Maria mit dem Jesuskind auf dem linken Arm dar. Sie hielt ursprünglich wohl in der rechten Hand eine Lilie. Maria trägt ein Kleid, das bis zum Boden reicht, und einen langen Schleier. Eine Krone bedeckt ihr Haupt. Das Kind berührt mit der rechten Hand den Schleier Marias und hält in der linken Hand eine Weltkugel. 